# Felipe Bernardo del Castillo
Felipe Bernardo del Castillo (Madrid, ¿15...?-Madrid, 13 de julio de 1632) fue un sacerdote escritor, dramaturgo y poeta español del Siglo de Oro, hermano del también escritor Francisco del Castillo, que era teniente de Correo Mayor en las Estafetas de la Corte.

## Biografía
Fue licenciado y capellán y confesor de doña Juana de Rojas y Córdoba (en la portada de su Centuria (1619) dice que es capellán de "Francisca Henríquez, marquesa de Poza"). El 9 de octubre de 1620 entró en la venerable Congregación del Apóstol San Pedro de Sacerdotes naturales de Madrid, a la que dejó por heredera de sus bienes, así que por entonces debía tener 25 años o más. Fue poeta narrativo y lírico, como  acreditó en las academias y certámenes de su tiempo y en los dos que se hicieron a San Isidro, donde se hallan versos suyos. Escribió varias loas y al menos dos comedias y un auto sacramental que no se han identificado hasta el momento, una Centuria de la limpia Concepción de Nuestra Señora (1619) en octavas, impresa a continuación del poema de su hermano Francisco Nuestra Señora de los Remedios de la Merced de Madrid, 1619, y un Poema de San Felipe. Lope de Vega lo alabó en su Laurel de Apolo: 
Y queden laureadas, / Felipe del Castillo, justamente / las dignas sienes de tan docta frente, / porque se rendirán Virgilio y Enio / a tanta erudicion, a tanto ingenio.
También lo cita el dramaturgo Juan Pérez de Montalbán en su Para todos.

## Obras
- Centuria de la limpia Concepcion de Nuestra Señora. Fundada en cinco lugares comunes de la Sagrada Escritura... Madrid, Diego Flamenco, 1619.